# Wim De Coninck
Wim De Coninck (Deinze, 1959. június 23. –) olimpiai válogatott belga labdarúgó, kapus.

## Pályafutása

### Klubcsapatban
1975 és 1987 között a Waregem, 1987 és 1993 között a Royal Antwerp csapatában szerepelt. 1993 és 1996 között a KAA Gent, 1996 és 1999 között az Anderlecht, 1999–00-ben az Eendracht Aalst labdarúgója volt. A Waregem csapatával belgaszuperkupa-, a Royal Antwerp együttesével belgakupa-győztes volt.

### A válogatottban
1983-ban négy alkalommal szerepelt a belga olimpiai válogatottban. 1983 és 1986 között az A-válogatott keretének a tagja volt, de mérkőzésen nem lépett pályára. Részt vett az 1984-es franciaországi Európa-bajnokságon.

### Edzőként
1999–00-ben az Eendracht Aalst, segédedzője, majd 2000–01-ben vezetőedzője volt. 2001–02-ben a Royal Antwerp szakmai munkáját irányította. 2008-ban a KSV Roeselare sportigazgatójaként tevékenykedett.

## Sikerei, díjai
Waregem
- Belga kupa
  - döntős: 1982
- Belga szuperkupa
  - győztes: 1982

 Royal Antwerp
- Belga kupa
  - győztes: 1992
- Kupagyőztesek Európa-kupája (KEK)
  - döntős: 1992–93